# Alice Bel Colle
Alice Bel Colle ([à-li-ce]; Àles Bel Còl o Òls in piemontese) è un comune italiano di 661 abitanti della provincia di Alessandria, in Piemonte.

## Geografia fisica

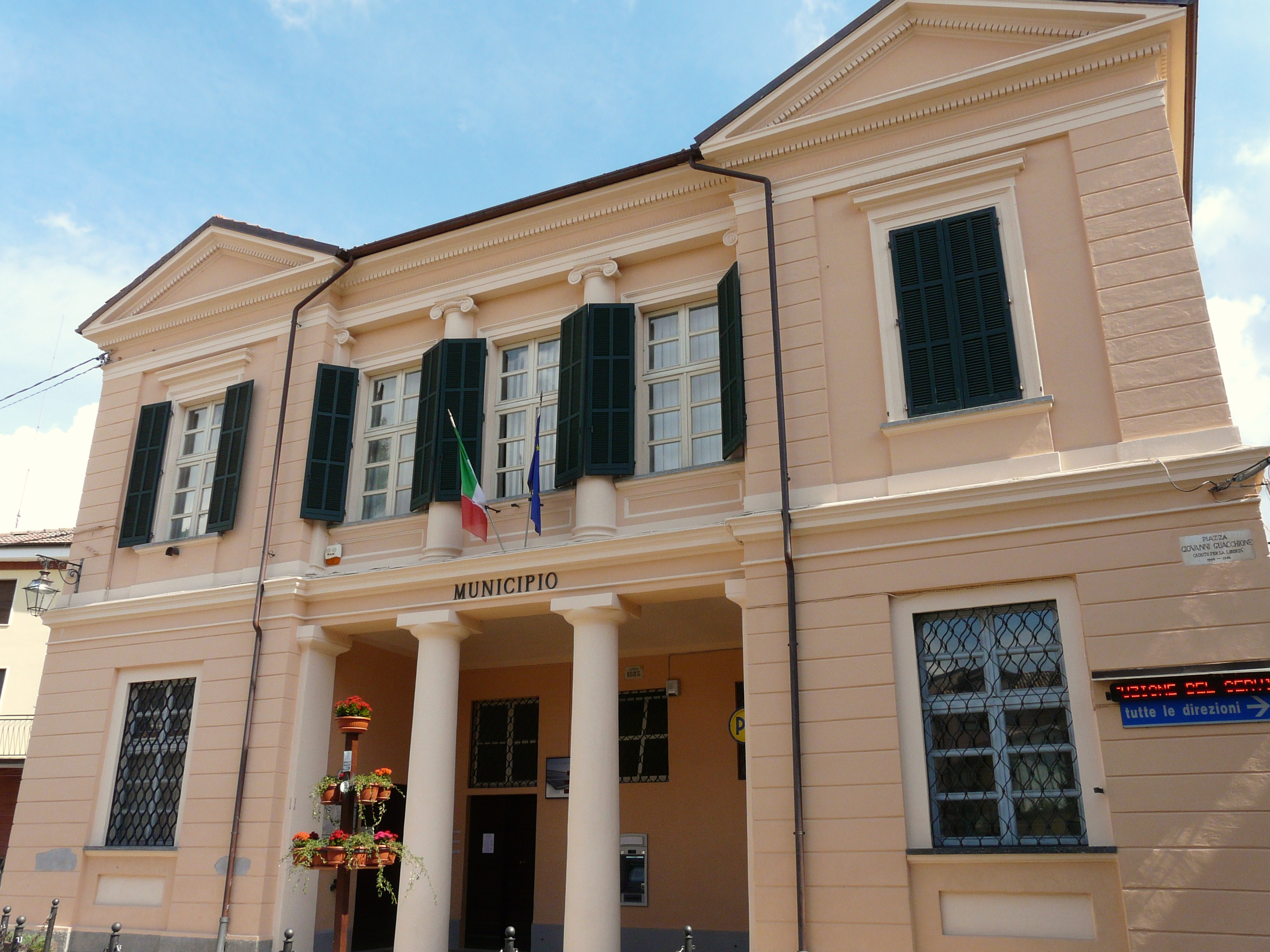
Municipio

Si trova a circa 5,8 chilometri (in linea d'aria) da Acqui Terme, in una posizione panoramica tra vasti vigneti, sul versante orientale della valle del Rio Medrio, affluente sinistro del fiume Bormida. Sul fondovalle è situato Alice Bel Colle Stazione, sulla statale del Turchino, poco distante dallo sbocco della galleria ferroviaria che attraversa il contrafforte tra le valli Belbo e Bormida.

## Storia
Il borgo fu possedimento dei conti di Acquesana fino al 1070, passò in parte sotto la dominazione dei marchesi di Occimiano che ne cedettero i diritti ad Alessandria, ed in parte ai Marchesi del Monferrato i quali però estesero nel 1278 il loro dominio sull'intero feudo. Con la morte di Giovanni Giorgio del Monferrato nel 1533, l'ultimo della dinastia monferrina, il paese divenne, grazie alla mediazione dell'imperatore Carlo V, possesso dei Gonzaga di Mantova. Nel 1708, infine, il borgo fu sottomesso al dominio dei Savoia.

### Simboli
Lo stemma e il gonfalone del comune di Alice Bel Colle sono stati concessi con il decreto del presidente della Repubblica del
29 marzo 1995.
Lo stemma è d'azzurro, al castello turrito d'argento, merlato alla ghibellina; con il capo d'oro, caricato di una croce frecciata di azzurro.
Il gonfalone è un drappo di bianco bordato d'azzurro.

## Società

### Evoluzione demografica
Negli ultimi cento anni, a partire dal 1921, la popolazione residente si è ridotta di due terzi.
Abitanti censiti

### Feste patronali
Il 15 agosto nel borgo superiore si tiene la festa della Madonna Assunta, mentre nel Borgo Stazione l'8 settembre si tiene la festa della Natività di Maria. Il 24 giugno festa patronale di S. Giovanni Battista.

## Economia
L'economia è principalmente agricola, ad eccezione di due piccole officine per attrezzi agricoli e meccanici di precisione, oltre a qualche laboratorio artigiano. La viticoltura con un'ottima produzione di moscato, barbera, brachetto, spumante e dolcetto è la principale attività agricola.
Sono due le cantine sociali ed altrettante le aziende per la produzione di vini e grappe. Discreta è la produzione di cereali e foraggi.

## Infrastrutture e trasporti

### Strade
Il comune è raggiungibile attraverso la Strada Provinciale 456 del Turchino (ex SS456) che attraversa le frazioni Borgo Stazione, Borgo Vignale e Vallerana.

### Ferrovie
Alice Bel Colle è dotata di una stazione ferroviaria di categoria bronze, denominata Alice Bel Colle, posta sulla linea ferroviaria Asti-Genova nella tratta Asti-Acqui Terme, localizzata nella frazione Borgo Stazione.

## Amministrazione
Di seguito è presentata una tabella relativa alle amministrazioni che si sono succedute in questo comune.
| Periodo        | Periodo           | Primo cittadino       | Partito                          | Carica      | Note  |
| -------------- | ----------------- | --------------------- | -------------------------------- | ----------- | ----- |
| 12 giugno 1985 | 29 maggio 1990    | Giuseppe Roffredo     | Democrazia Cristiana             | Sindaco     | [ 7 ] |
| 29 maggio 1990 | 24 aprile 1995    | Pier Giuseppe Mignano | -                                | Sindaco     | [ 7 ] |
| 24 aprile 1995 | 14 giugno 1999    | Pier Giuseppe Mignano | centro-sinistra                  | Sindaco     | [ 7 ] |
| 22 giugno 1999 | 14 settembre 2001 | Pier Giuseppe Mignano | lista civica                     | Sindaco     | [ 7 ] |
| 28 maggio 2002 | 29 maggio 2007    | Aureliano Galeazzo    | lista civica                     | Sindaco     | [ 7 ] |
| 29 maggio 2007 | 29 marzo 2012     | Aureliano Galeazzo    | lista civica                     | Sindaco     | [ 7 ] |
| 29 marzo 2012  | 7 maggio 2012     | Enrica Montagna       |                                  | Comm. pref. | [ 7 ] |
| 7 maggio 2012  | 11 giugno 2017    | Franco Garrone        | lista civica: uniti per Alice    | Sindaco     | [ 7 ] |
| 12 giugno 2017 | 12 giugno 2022    | Gianfranco Martino    | lista civica Uniti per crescere: | Sindaco     | [ 7 ] |
| 12 giugno 2022 | in carica         | Gianfranco Martino    | lista civica Uniti per crescere: | Sindaco     | [ 7 ] |